# Tim Sastrowiardjo
Tim Sastrowiardjo (Maastricht, 7 juli 1996) is een voormalig professioneel wushu-atleet die een A-status behaalde bij NOC*NSF.
Op achttienjarige leeftijd won hij zijn Bronzen medaille tijdens de Olympische Jeugdspelen in Nanjing, China.
De prestaties van Tim hebben vooral betekenis voor de queer-gemeenschap, aangezien hij voor zover bekend de enige en eerste openlijk homoseksuele wushu-atleet is die uitkomt voor zijn geaardheid op internationaal topsportniveau.
Eind 2019 stopte hij tijdelijk met wushu door mentale uitdagingen. Sinds september 2022 is hij weer actief binnen de sport.

## Maatschappelijke inzet
Tim heeft zich op verschillende manieren ingezet voor de queer-gemeenschap in Nederland en blijft zich tot op heden inzetten voor de mentale gezondheid in het algemeen. 
In oktober 2021 begon Tim met workshops geven voor de John Blankenstein Foundation. Tijdens deze workshop staat een veilig (sport) klimaat centraal en komen de thema's diversiteit en inclusie aan bod. Daarnaast deelt hij zijn persoonlijke ervaringen over zijn coming-out en zijn topsport.
In april en september 2023 was hij samen met Badar Halim verantwoordelijk voor de invulling van het programma en de visuele communicatie van Queer Factory Maastricht, een LHBTIQ+ feest georganiseerd door COC Limburg.
Tijdens zijn eerste Queer Factory Maastricht was 'the House of Bodega' onderdeel van het programma. Velen uit het publiek in Zuid-Limburg maakten voor het eerst kennis met de Ballroom scene.
Ballroom is een underground LHBTIQ+ subcultuur en ontstaan door voornamelijk personen van kleur (BIPOC), als reactie op het racisme dat ze moesten ervaren tijdens schoonheidswedstrijden en andere verkiezingen. De jury's van deze schoonheidswedstrijden waren vaak wit en erkenden zwarte schoonheid niet. De Ballroom scene heeft vooral een belangrijke invloed op de hedendaagse muziek, dans, taal en pop-cultuur.

## Sport prestaties
- 14e Europese Wushu kampioenschappen Tallin, Estland (2012): 2e plaats in Jianshu[10]
- 4e Wereld Jeugdkampioenschappen Macau, China (2012): 4e plaats in Jianshu[11]
- 1e Europese Taiji kampioenschappen Boekarest, Roemenië (2014): 1e plaats in Taijiquan[12]
- Olympische Jeugdspelen Nanjing, China (2014): 3e plaats in Taijiquan & Taijijian[2]
- 13e Wereldkampioenschappen Wushu Jakarta, Indonesië (2015): 5e plaats in Tajiiquan[1]
- 18e Europese Wushu kampioenschappen Loutraki, Griekenland (2022): 1e plaats in Taijiquan, 4e plaats in Jianshu[13]